# جمبولات بولاتوقوه
جمبولات بولاتوقوه(الشركسية: Болэтыкъо Джанболэт) كان قائدًا عسكريًا شركسيًا وسياسيًا ونبيلًا وزعيمًا لمنطقة تيميرغوي . كان أحد أكثر الشخصيات تأثيراً في الحرب الروسية الشركسية .     كان له تأثير كبير على منطقة بسج الكوبان بأكملها. وكان مشهوراً بشجاعته وإرادته القوية.   وكان له تأثير كبير بين جميع الشركس، بما في ذلك الأبزاخ الذين ارتبط بهم.
ينحدر من قبيلة تيميرغوي (KIэмыrгъуэй) وهو ابن آيتك خاتاجوق، وُلد في عائلة أميرية ثرية كان لها تأثير هائل في منطقة بسج الكوبان. 

## اسم عائلته
ورثت عائلة بولاتوقوه الأميرية اسمها الأخير ولقب "أمير الأمراء" من سلفها الأسطوري بولاتوقوه الذي اشتهر "بحكمته وصرامته".   

## سماته الشخصية
لقد جذبت شخصيته دائمًا انتباه مؤرخي حرب القوقاز. وفقًا لـ KF Stahl، “كان له تأثير هائل على منطقة بسج الكوبان بأكملها. وقد اشتهر بشجاعته وقوة شخصيته وإرادته الصلبة".  
ف.ا بوتو: "لقد جمع بشجاعته بين موهبة البلاغة غير العادية، والعقل الذكي، والإرادة الحديدية ... انتشرت عنه أساطير كاملة، وأشاد الشعراء الشعبيون بأفعاله في أغانيهم". 

## حياته
في بداية القرن التاسع عشر، بلغ عدد سكان إمارة تيميرغوي حوالي 30 ألف نسمة.    ورث الأمير الأكبر لعائلة بولاتوقوه لقب الأمير العظيم. منذ ولادة جمبولات، كان الوضع السياسي داخل إمارة تيميرغوي غير مستقر إلى حد كبير لأنها كانت تقع بين قوتين عظميين في المنطقة، الإمبراطوريتان الروسية والعثمانية .   
قاد جمبولات بولاتوقوه قوة من سلاح الفرسان قوامها 800 جندي إلى الأراضي الروسية. كان نصف المفرزة من الحجرات (تشكيل من الفدائئين الشركس) تحت قيادة الأمير القبردي إسماعيل كاسي البالغ من العمر 18 عامًا. قرر فوج واحد فقط من القوزاق محاربة الجيش الشركسي الصاعد في 23 أكتوبر في قرية سابل على نهر بارسوكلي. حاصرت قوات جمبولات القوزاق وقتلتهم جميعًا في هجوم بالسيوف.  
وفي صيف عام 1825، نفذت القوات الروسية عدة عمليات عسكرية. في 18 أغسطس، قام الجنرال فيليامينوف بإحراق مقر إقامة الحاج طلام، أحد كبار السن المؤيدين للمقاومة الشركسية في الابزاخ ، وقتل عائلته بأكملها. في 31 يناير، أحرق جمبولات قلعة ماريفسكوي انتقامًا له.  
شارك في الحرب الروسية التركية (1828-1829) كحليف للأتراك وقام مرارًا وتكرارًا بغارات مدمرة ضد الروس. في 4 يونيو 1828، بدأ جمبولات بوليتوكو حملته على الأراضي الروسية بـ 2000 من سلاح الفرسان تحت خمسة أعلام للإمارات الشركسية المختلفة، بالإضافة إلى العلم التركي كرمز لولائهم للإسلام. في 6 يونيو، في قلعة باتالباشينسك، هاجم جيمبولات فوج خوبيور القوزاق، وهو أحد أكبر الفوج على خط كوبان العسكري. 
ترك جمبولات القوات الروسية المحلية خلفه وتقدم للأمام. وخلص الروس إلى أنه ينوي الذهاب إلى قبردا في منتصف الحرب الروسية التركية، وفتح جبهة ثانية على نهري تيريك وسونيا.
ماجد آغا، وهو تركي رفيع المستوى، كان حاضرا في الجيش الشركسي.
أمر إيرل باسكيفيتش، القائد العام الروسي في القوقاز، فرقة أولان الثانية، العائدة من الحرب الروسية الفارسية، بالتحرك على طول الطريق العسكري الجورجي لقطع طريق الشراكسة باتجاه قبردا. سارت كتيبة إيجر الأربعين من قبردا باتجاه جمبولات. لكن جمبولات غير اتجاهه فجأة واتجه نحو مدينة جورجيفسك، المركز الإداري الروسي في القوقاز.
توقف الجيش الشركسي على تلة عالية على مسافة من قلعة مارينسكايا. هدد جمبولات بكل قواته الجناح الأيسر لفوج فولجسكي، وانتصر في المعركة.  
ولاحظ المحلل السياسي الشركسي خان جيراي أن الوضع تغير بالنسبة للأمير الأكبر جمبولات “بعد مغادرة المشير باسكيفيتش المنطقة”.  ولم يكن القائد الأعلى الجديد، البارون روزين، يؤمن بحقوق الإنسان للشركس الأصليين.  
في عام 1832، حاول مساعدة قبارديا في المقاومة ضد الاحتلال الروسي، لكنه فشل.
في أكتوبر 1836، أرسل غريغوري زاس كلمة إلى جمبولات تيميرغوي مفادها أنه يرغب في إجراء مفاوضات سلمية. إذا جاء إلى قلعة روسية للتفسير، فسيتم اغتياله؛ وفي حالة عدم حضوره، فإن الروس سيزعمون أنه كان داعية للحرب. 
جاء بولاتوقوه إلى مقر إقامة زاس. لم يكن زاس هناك في زيارته الأولى. أرسل له زاس خطابًا وطلب منه أن يأتي في الموعد المحدد الذي سيكون فيه بالتأكيد في مقر إقامته. بقبول الاقتراح، في صيف عام 1837، وهو في طريقه إلى قلعة بروشني أوكوب، استشهد بولاتوقوهعلى يد قناص روسي كان مختبئًا في الغابة على الضفة الروسية لنهر كوبان عند التقاطع مع نهر أوروب. وبحسب أحد الشهود، عند وفاته قال جمبولات اسم زاس.  